# Eleições autárquicas de 2017 em Vila Franca de Xira
As eleições autárquicas de 2017 serviram para eleger os diferentes órgãos do poder local no concelho de Vila Franca de Xira.
Alberto Mesquita, presidente eleito em 2013 pelo Partido Socialista, voltou a ser reeleito, com uma pequena subida de votos em relações anteriores, obtendo 39,1% dos votos, embora não tenha conseguido a maioria absoluta, ao eleger 5 vereadores.
A Coligação Democrática Unitária, que apoiou Regina Janeiro, não conseguiu reconquistar a câmara aos socialistas, ao, praticamente, repetir os resultados de 2013, ao conseguir 30,5% dos votos e 4 vereadores.
A coligação entre PSD e CDS conseguiu um mau resultado, ao ficar-se pelos 13,6% dos votos e elegendo, apenas, 1 vereador.
Por fim, destacar o resultado histórico do Bloco de Esquerda, que conseguiu, pela primeira vez no concelho, eleger 1 vereador, ao obter 7,0% dos votos.

## Listas e Candidatos
| Lista | Lista                          | Candidato        |
| ----- | ------------------------------ | ---------------- |
|       | Partido Socialista             | Alberto Mesquita |
|       | Coligação Democrática Unitária | Regina Janeiro   |
|       | PSD-CDS-PPM-MPT                | Helena de Jesus  |
|       | Bloco de Esquerda              | Carlos Patrão    |
|       | Pessoas–Animais–Natureza       | Adélia Gominho   |
|       | Partido Trabalhista Português  | Vítor Dias       |

## Resultados Oficiais
Os resultados para os diferentes órgãos do poder local no concelho de Vila Franca de Xira foram os seguintes:

## Mapa

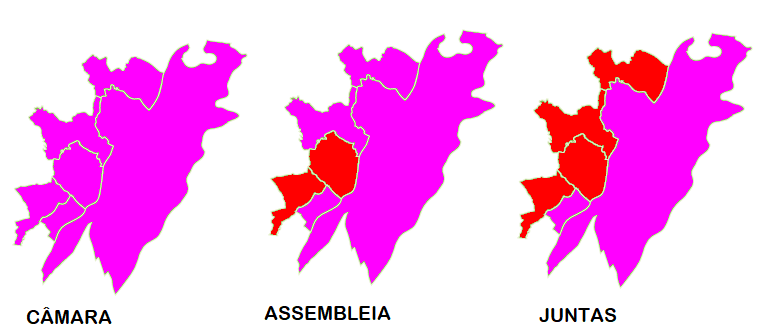
Partido mais votado por Freguesia

### Câmara Municipal
| Partido                 | Partido                        | Votos   | %               | +/-  | Vereadores | +/-     |
| ----------------------- | ------------------------------ | ------- | --------------- | ---- | ---------- | ------- |
|                         | Partido Socialista             | 21 141  | 39,06 / 100,00  | 1,22 | 5 / 11     | Estável |
|                         | Coligação Democrática Unitária | 16 479  | 30,45 / 100,00  | 0,22 | 4 / 11     | Estável |
|                         | PSD-CDS-PPM-MPT                | 7 378   | 13,63 / 100,00  | -    | 1 / 11     | -       |
|                         | Bloco de Esquerda              | 3 784   | 6,99 / 100,00   | 1,25 | 1 / 11     | 1       |
|                         | Pessoas–Animais–Natureza       | 2 133   | 3,94 / 100,00   | -    | 0 / 11     | -       |
|                         | Partido Trabalhista Português  | 220     | 0,41 / 100,00   | -    | 0 / 11     | -       |
| Votos Inválidos         | Votos Inválidos                | 2 988   | 5,52 / 100,00   | 3,48 |            |         |
| Total                   | Total                          | 54 123  | 100,00 / 100,00 |      | 11 / 11    |         |
| Eleitorado/Participação | Eleitorado/Participação        | 111 899 | 48,37 / 100,00  | 4,14 |            |         |

### Assembleia Municipal
| Partido                 | Partido                        | Votos   | %               | +/-  | Deputados | +/-     |
| ----------------------- | ------------------------------ | ------- | --------------- | ---- | --------- | ------- |
|                         | Partido Socialista             | 19 896  | 36,76 / 100,00  | 1,44 | 13 / 33   | Estável |
|                         | Coligação Democrática Unitária | 16 305  | 30,13 / 100,00  | 1,81 | 11 / 33   | 1       |
|                         | PSD-CDS-PPM-MPT                | 7 722   | 14,27 / 100,00  | -    | 5 / 33    | -       |
|                         | Bloco de Esquerda              | 4 405   | 8,14 / 100,00   | 1,40 | 3 / 33    | 1       |
|                         | Pessoas–Animais–Natureza       | 2 468   | 4,56 / 100,00   | -    | 1 / 33    | -       |
|                         | Partido Trabalhista Português  | 252     | 0,47 / 100,00   | -    | 0 / 33    | -       |
| Votos Inválidos         | Votos Inválidos                | 3 070   | 5,67 / 100,00   | 3,70 |           |         |
| Total                   | Total                          | 54 118  | 100,00 / 100,00 |      | 33 / 33   |         |
| Eleitorado/Participação | Eleitorado/Participação        | 111 899 | 48,36 / 100,00  | 4,13 |           |         |

### Juntas de Freguesia
| Partido                 | Partido                        | Votos   | %               | +/-  | Presidentes | +/-     | Mandatos | +/- |
| ----------------------- | ------------------------------ | ------- | --------------- | ---- | ----------- | ------- | -------- | --- |
|                         | Partido Socialista             | 18 238  | 33,70 / 100,00  | 0,46 | 2 / 6       | Estável | 34 / 90  | 2   |
|                         | Coligação Democrática Unitária | 17 506  | 32,34 / 100,00  | 2,15 | 4 / 6       | Estável | 33 / 90  | 7   |
|                         | PSD-CDS-PPM-MPT                | 7 330   | 13,54 / 100,00  | -    | 0 / 6       | Estável | 12 / 90  | -   |
|                         | Bloco de Esquerda              | 4 326   | 7,99 / 100,00   | 2,60 | 0 / 6       | Estável | 6 / 90   | 2   |
|                         | Grupo de Cidadãos              | 3 626   | 6,70 / 100,00   | 5,92 | 0 / 6       | Estável | 5 / 90   | 5   |
| Votos Inválidos         | Votos Inválidos                | 3 098   | 5,72 / 100,00   | 3,22 |             |         |          |     |
| Total                   | Total                          | 54 124  | 100,00 / 100,00 |      | 6 / 6       |         | 90 / 90  |     |
| Eleitorado/Participação | Eleitorado/Participação        | 111 899 | 48,37 / 100,00  | 4,15 |             |         |          |     |

## Resultados por Freguesia

### Câmara Municipal
| Freguesia                                  | %     | %     | %                  | %    | %    | %    | Votantes |
| Freguesia                                  | PS    | CDU   | PSD- CDS- PPM- MPT | BE   | PAN  | PTP  | Votantes |
| ------------------------------------------ | ----- | ----- | ------------------ | ---- | ---- | ---- | -------- |
| Alhandra, Calhandriz e São João dos Montes | 39,86 | 37,29 | 9,74               | 5,56 | 2,43 | 0,21 | 5 607    |
| Alverca do Ribatejo e Sobralinho           | 35,45 | 35,36 | 12,54              | 7,08 | 3,77 | 0,33 | 14 415   |
| Castanheira do Ribatejo e Cachoeiras       | 45,42 | 34,18 | 9,21               | 5,04 | 1,69 | 0,12 | 3 256    |
| Póvoa de Santa Iria e Forte da Casa        | 40,25 | 20,94 | 17,29              | 8,28 | 5,94 | 0,63 | 16 115   |
| Vialonga                                   | 37,23 | 34,84 | 11,88              | 6,68 | 3,77 | 0,47 | 7 408    |
| Vila Franca de Xira                        | 41,97 | 30,35 | 14,45              | 6,26 | 2,23 | 0,27 | 7 322    |
| Vila Franca de Xira                        | 39,06 | 30,45 | 13,63              | 6,99 | 3,94 | 0,41 | 54 123   |

#### Alhandra, Calhandriz e São João dos Montes
| Partido                 | Partido                        | Votos  | %               | +/-  |
| ----------------------- | ------------------------------ | ------ | --------------- | ---- |
|                         | Partido Socialista             | 2 235  | 39,86 / 100,00  | 0,84 |
|                         | Coligação Democrática Unitária | 2 091  | 37,29 / 100,00  | 3,75 |
|                         | PSD-CDS-PPM-MPT                | 546    | 9,74 / 100,00   | -    |
|                         | Bloco de Esquerda              | 312    | 5,56 / 100,00   | 0,89 |
|                         | Pessoas–Animais–Natureza       | 136    | 2,43 / 100,00   | -    |
|                         | Partido Trabalhista Português  | 12     | 0,21 / 100,00   | -    |
| Votos Inválidos         | Votos Inválidos                | 275    | 4,91 / 100,00   | 2,79 |
| Total                   | Total                          | 5 607  | 100,00 / 100,00 |      |
| Eleitorado/Participação | Eleitorado/Participação        | 10 472 | 53,54 / 100,00  | 3,74 |

#### Alverca do Ribatejo e Sobralinho
| Partido                 | Partido                        | Votos  | %               | +/-  |
| ----------------------- | ------------------------------ | ------ | --------------- | ---- |
|                         | Partido Socialista             | 5 110  | 35,45 / 100,00  | 2,55 |
|                         | Coligação Democrática Unitária | 5 097  | 35,36 / 100,00  | 4,32 |
|                         | PSD-CDS-PPM-MPT                | 1 088  | 12,54 / 100,00  | -    |
|                         | Bloco de Esquerda              | 1 021  | 7,08 / 100,00   | 1,54 |
|                         | Pessoas–Animais–Natureza       | 543    | 3,77 / 100,00   | -    |
|                         | Partido Trabalhista Português  | 47     | 0,33 / 100,00   | -    |
| Votos Inválidos         | Votos Inválidos                | 789    | 5,47 / 100,00   | 3,59 |
| Total                   | Total                          | 14 415 | 100,00 / 100,00 |      |
| Eleitorado/Participação | Eleitorado/Participação        | 29 443 | 48,96 / 100,00  | 4,88 |

#### Castanheira do Ribatejo e Cachoeiras
| Partido                 | Partido                        | Votos | %               | +/-  |
| ----------------------- | ------------------------------ | ----- | --------------- | ---- |
|                         | Partido Socialista             | 1 479 | 45,42 / 100,00  | 7,38 |
|                         | Coligação Democrática Unitária | 1 113 | 34,18 / 100,00  | 4,70 |
|                         | PSD-CDS-PPM-MPT                | 300   | 9,21 / 100,00   | -    |
|                         | Bloco de Esquerda              | 164   | 5,04 / 100,00   | 1,96 |
|                         | Pessoas–Animais–Natureza       | 55    | 1,69 / 100,00   | -    |
|                         | Partido Trabalhista Português  | 4     | 0,12 / 100,00   | -    |
| Votos Inválidos         | Votos Inválidos                | 141   | 4,33 / 100,00   | 3,18 |
| Total                   | Total                          | 3 256 | 100,00 / 100,00 |      |
| Eleitorado/Participação | Eleitorado/Participação        | 6 558 | 49,65 / 100,00  | 2,92 |

#### Póvoa de Santa Iria e Forte da Casa
| Partido                 | Partido                        | Votos  | %               | +/-  |
| ----------------------- | ------------------------------ | ------ | --------------- | ---- |
|                         | Partido Socialista             | 6 486  | 40,25 / 100,00  | 1,04 |
|                         | Coligação Democrática Unitária | 3 375  | 20,94 / 100,00  | 2,72 |
|                         | PSD-CDS-PPM-MPT                | 2 786  | 17,29 / 100,00  | -    |
|                         | Bloco de Esquerda              | 1 334  | 8,28 / 100,00   | 1,12 |
|                         | Pessoas–Animais–Natureza       | 957    | 5,94 / 100,00   | -    |
|                         | Partido Trabalhista Português  | 102    | 0,63 / 100,00   | -    |
| Votos Inválidos         | Votos Inválidos                | 1 075  | 6,67 / 100,00   | 3,67 |
| Total                   | Total                          | 16 115 | 100,00 / 100,00 |      |
| Eleitorado/Participação | Eleitorado/Participação        | 33 297 | 48,40 / 100,00  | 5,52 |

#### Vialonga
| Partido                 | Partido                        | Votos  | %               | +/-  |
| ----------------------- | ------------------------------ | ------ | --------------- | ---- |
|                         | Partido Socialista             | 2 758  | 37,23 / 100,00  | 6,38 |
|                         | Coligação Democrática Unitária | 2 581  | 34,84 / 100,00  | 5,83 |
|                         | PSD-CDS-PPM-MPT                | 880    | 11,88 / 100,00  | -    |
|                         | Bloco de Esquerda              | 495    | 6,68 / 100,00   | 1,73 |
|                         | Pessoas–Animais–Natureza       | 279    | 3,77 / 100,00   | -    |
|                         | Partido Trabalhista Português  | 35     | 0,47 / 100,00   | -    |
| Votos Inválidos         | Votos Inválidos                | 380    | 5,13 / 100,00   | 3,54 |
| Total                   | Total                          | 7 408  | 100,00 / 100,00 |      |
| Eleitorado/Participação | Eleitorado/Participação        | 16 628 | 44,55 / 100,00  | 2,64 |

#### Vila Franca de Xira
| Partido                 | Partido                        | Votos  | %               | +/-  |
| ----------------------- | ------------------------------ | ------ | --------------- | ---- |
|                         | Partido Socialista             | 3 073  | 41,97 / 100,00  | 1,28 |
|                         | Coligação Democrática Unitária | 2 222  | 30,35 / 100,00  | 1,87 |
|                         | PSD-CDS-PPM-MPT                | 1 058  | 14,45 / 100,00  | -    |
|                         | Bloco de Esquerda              | 458    | 6,26 / 100,00   | 1,54 |
|                         | Pessoas–Animais–Natureza       | 163    | 2,23 / 100,00   | -    |
|                         | Partido Trabalhista Português  | 20     | 0,27 / 100,00   | -    |
| Votos Inválidos         | Votos Inválidos                | 328    | 4,48 / 100,00   | 3,60 |
| Total                   | Total                          | 7 322  | 100,00 / 100,00 |      |
| Eleitorado/Participação | Eleitorado/Participação        | 15 501 | 47,24 / 100,00  | 2,31 |

### Assembleia Municipal
| Freguesia                                  | %     | %     | %                  | %    | %    | %    | Votantes |
| Freguesia                                  | PS    | CDU   | PSD- CDS- PPM- MPT | BE   | PAN  | PTP  | Votantes |
| ------------------------------------------ | ----- | ----- | ------------------ | ---- | ---- | ---- | -------- |
| Alhandra, Calhandriz e São João dos Montes | 38,02 | 36,11 | 10,31              | 7,19 | 3,19 | 0,29 | 5 608    |
| Alverca do Ribatejo e Sobralinho           | 34,06 | 34,33 | 13,29              | 8,01 | 4,30 | 0,38 | 14 414   |
| Castanheira do Ribatejo e Cachoeiras       | 41,95 | 35,69 | 9,31               | 5,96 | 2,15 | 0,31 | 3 256    |
| Póvoa de Santa Iria e Forte da Casa        | 37,73 | 20,75 | 17,90              | 9,36 | 6,70 | 0,68 | 16 112   |
| Vialonga                                   | 34,25 | 35,66 | 12,42              | 7,67 | 4,31 | 0,47 | 7 408    |
| Vila Franca de Xira                        | 39,23 | 29,84 | 15,33              | 7,90 | 2,75 | 0,36 | 7 320    |
| Vila Franca de Xira                        | 36,76 | 30,13 | 14,27              | 8,14 | 4,56 | 0,47 | 54 118   |

#### Alhandra, Calhandriz e São João dos Montes
| Partido                 | Partido                        | Votos  | %               | +/-  |
| ----------------------- | ------------------------------ | ------ | --------------- | ---- |
|                         | Partido Socialista             | 2 132  | 38,02 / 100,00  | 2,31 |
|                         | Coligação Democrática Unitária | 2 025  | 36,11 / 100,00  | 1,20 |
|                         | PSD-CDS-PPM-MPT                | 578    | 10,31 / 100,00  | -    |
|                         | Bloco de Esquerda              | 403    | 7,19 / 100,00   | 0,09 |
|                         | Pessoas–Animais–Natureza       | 179    | 3,19 / 100,00   | -    |
|                         | Partido Trabalhista Português  | 16     | 0,29 / 100,00   | -    |
| Votos Inválidos         | Votos Inválidos                | 275    | 4,91 / 100,00   | 3,81 |
| Total                   | Total                          | 5 608  | 100,00 / 100,00 |      |
| Eleitorado/Participação | Eleitorado/Participação        | 10 472 | 53,55 / 100,00  | 3,75 |

#### Alverca do Ribatejo e Sobralinho
| Partido                 | Partido                        | Votos  | %               | +/-  |
| ----------------------- | ------------------------------ | ------ | --------------- | ---- |
|                         | Coligação Democrática Unitária | 4 949  | 34,33 / 100,00  | 2,57 |
|                         | Partido Socialista             | 4 910  | 34,06 / 100,00  | 2,24 |
|                         | PSD-CDS-PPM-MPT                | 1 915  | 13,29 / 100,00  | -    |
|                         | Bloco de Esquerda              | 1 154  | 8,01 / 100,00   | 1,80 |
|                         | Pessoas–Animais–Natureza       | 620    | 4,30 / 100,00   | -    |
|                         | Partido Trabalhista Português  | 55     | 0,38 / 100,00   | -    |
| Votos Inválidos         | Votos Inválidos                | 811    | 5,62 / 100,00   | 4,01 |
| Total                   | Total                          | 14 414 | 100,00 / 100,00 |      |
| Eleitorado/Participação | Eleitorado/Participação        | 29 443 | 48,96 / 100,00  | 4,88 |

#### Castanheira do Ribatejo e Cachoeiras
| Partido                 | Partido                        | Votos | %               | +/-  |
| ----------------------- | ------------------------------ | ----- | --------------- | ---- |
|                         | Partido Socialista             | 1 366 | 41,95 / 100,00  | 7,60 |
|                         | Coligação Democrática Unitária | 1 162 | 35,69 / 100,00  | 5,68 |
|                         | PSD-CDS-PPM-MPT                | 303   | 9,31 / 100,00   | -    |
|                         | Bloco de Esquerda              | 194   | 5,96 / 100,00   | 1,75 |
|                         | Pessoas–Animais–Natureza       | 70    | 2,15 / 100,00   | -    |
|                         | Partido Trabalhista Português  | 10    | 0,31 / 100,00   | -    |
| Votos Inválidos         | Votos Inválidos                | 151   | 4,63 / 100,00   | 3,20 |
| Total                   | Total                          | 3 256 | 100,00 / 100,00 |      |
| Eleitorado/Participação | Eleitorado/Participação        | 6 558 | 49,65 / 100,00  | 2,92 |

#### Póvoa de Santa Iria e Forte da Casa
| Partido                 | Partido                        | Votos  | %               | +/-  |
| ----------------------- | ------------------------------ | ------ | --------------- | ---- |
|                         | Partido Socialista             | 6 079  | 37,73 / 100,00  | 0,08 |
|                         | Coligação Democrática Unitária | 3 343  | 20,75 / 100,00  | 3,66 |
|                         | PSD-CDS-PPM-MPT                | 2 884  | 17,90 / 100,00  | -    |
|                         | Bloco de Esquerda              | 1 508  | 9,36 / 100,00   | 0,98 |
|                         | Pessoas–Animais–Natureza       | 1 079  | 6,70 / 100,00   | -    |
|                         | Partido Trabalhista Português  | 110    | 0,68 / 100,00   | -    |
| Votos Inválidos         | Votos Inválidos                | 1 109  | 6,88 / 100,00   | 3,62 |
| Total                   | Total                          | 16 112 | 100,00 / 100,00 |      |
| Eleitorado/Participação | Eleitorado/Participação        | 33 297 | 48,39 / 100,00  | 5,51 |

#### Vialonga
| Partido                 | Partido                        | Votos  | %               | +/-  |
| ----------------------- | ------------------------------ | ------ | --------------- | ---- |
|                         | Coligação Democrática Unitária | 2 642  | 35,66 / 100,00  | 6,13 |
|                         | Partido Socialista             | 2 537  | 34,25 / 100,00  | 5,22 |
|                         | PSD-CDS-PPM-MPT                | 920    | 12,42 / 100,00  | -    |
|                         | Bloco de Esquerda              | 568    | 7,67 / 100,00   | 1,95 |
|                         | Pessoas–Animais–Natureza       | 319    | 4,31 / 100,00   | -    |
|                         | Partido Trabalhista Português  | 35     | 0,47 / 100,00   | -    |
| Votos Inválidos         | Votos Inválidos                | 387    | 5,23 / 100,00   | 3,54 |
| Total                   | Total                          | 7 408  | 100,00 / 100,00 |      |
| Eleitorado/Participação | Eleitorado/Participação        | 16 628 | 44,55 / 100,00  | 2,65 |

#### Vila Franca de Xira
| Partido                 | Partido                        | Votos  | %               | +/-  |
| ----------------------- | ------------------------------ | ------ | --------------- | ---- |
|                         | Partido Socialista             | 2 872  | 39,23 / 100,00  | 4,05 |
|                         | Coligação Democrática Unitária | 2 184  | 29,84 / 100,00  | 1,46 |
|                         | PSD-CDS-PPM-MPT                | 1 122  | 15,33 / 100,00  | -    |
|                         | Bloco de Esquerda              | 578    | 7,90 / 100,00   | 1,83 |
|                         | Pessoas–Animais–Natureza       | 201    | 2,75 / 100,00   | -    |
|                         | Partido Trabalhista Português  | 26     | 0,36 / 100,00   | -    |
| Votos Inválidos         | Votos Inválidos                | 337    | 4,61 / 100,00   | 3,72 |
| Total                   | Total                          | 7 320  | 100,00 / 100,00 |      |
| Eleitorado/Participação | Eleitorado/Participação        | 15 501 | 47,22 / 100,00  | 2,29 |

### Juntas de Freguesia

#### Alhandra, Calhandriz e São João dos Montes
| Partido                 | Partido                        | Votos  | %               | +/-  | Mandatos | +/-     |
| ----------------------- | ------------------------------ | ------ | --------------- | ---- | -------- | ------- |
|                         | Coligação Democrática Unitária | 2 296  | 40,93 / 100,00  | 4,43 | 6 / 13   | Estável |
|                         | Partido Socialista             | 2 092  | 37,30 / 100,00  | 3,28 | 5 / 13   | Estável |
|                         | PSD-CDS-PPM-MPT                | 535    | 9,54 / 100,00   | -    | 1 / 13   | -       |
|                         | Bloco de Esquerda              | 395    | 7,04 / 100,00   | 0,37 | 1 / 13   | Estável |
| Votos Inválidos         | Votos Inválidos                | 291    | 5,18 / 100,00   | 3,72 |          |         |
| Total                   | Total                          | 5 609  | 100,00 / 100,00 |      | 13 / 13  |         |
| Eleitorado/Participação | Eleitorado/Participação        | 10 472 | 53,56 / 100,00  | 3,76 |          |         |

#### Alverca do Ribatejo e Sobralinho
| Partido                 | Partido                        | Votos  | %               | +/-  | Mandatos | +/-     |
| ----------------------- | ------------------------------ | ------ | --------------- | ---- | -------- | ------- |
|                         | Coligação Democrática Unitária | 5 260  | 36,49 / 100,00  | 5,08 | 7 / 19   | Estável |
|                         | Partido Socialista             | 4 926  | 34,18 / 100,00  | 2,21 | 7 / 19   | 2       |
|                         | PSD-CDS-PPM-MPT                | 2 006  | 13,92 / 100,00  | -    | 3 / 19   | -       |
|                         | Bloco de Esquerda              | 1 327  | 9,21 / 100,00   | 3,91 | 2 / 19   | 1       |
| Votos Inválidos         | Votos Inválidos                | 895    | 6,21 / 100,00   | 2,90 |          |         |
| Total                   | Total                          | 14 414 | 100,00 / 100,00 |      | 19 / 19  |         |
| Eleitorado/Participação | Eleitorado/Participação        | 29 443 | 48,96 / 100,00  | 4,88 |          |         |

#### Castanheira do Ribatejo e Cachoeiras
| Partido                 | Partido                        | Votos | %               | +/-   | Mandatos | +/- |
| ----------------------- | ------------------------------ | ----- | --------------- | ----- | -------- | --- |
|                         | Coligação Democrática Unitária | 1 394 | 42,81 / 100,00  | 11,35 | 6 / 13   | 2   |
|                         | Partido Socialista             | 1 242 | 38,14 / 100,00  | 10,56 | 6 / 13   | 2   |
|                         | PSD-CDS-PPM-MPT                | 274   | 8,42 / 100,00   | -     | 1 / 13   | -   |
|                         | Bloco de Esquerda              | 186   | 5,71 / 100,00   | -     | 0 / 13   | -   |
| Votos Inválidos         | Votos Inválidos                | 160   | 4,91 / 100,00   | 2,05  |          |     |
| Total                   | Total                          | 3 256 | 100,00 / 100,00 |       | 13 / 13  |     |
| Eleitorado/Participação | Eleitorado/Participação        | 6 558 | 49,65 / 100,00  | 2,92  |          |     |

#### Póvoa de Santa Iria e Forte da Casa
| Partido                 | Partido                           | Votos  | %               | +/-  | Mandatos | +/-  |
| ----------------------- | --------------------------------- | ------ | --------------- | ---- | -------- | ---- |
|                         | Partido Socialista                | 4 989  | 30,95 / 100,00  | 7,55 | 7 / 19   | 2    |
|                         | António Inácio - Póvoa Mais Forte | 3 626  | 22,50 / 100,00  | Novo | 5 / 19   | Novo |
|                         | Coligação Democrática Unitária    | 2 784  | 17,27 / 100,00  | 6,67 | 3 / 19   | 2    |
|                         | PSD-CDS-PPM-MPT                   | 2 419  | 15,01 / 100,00  | -    | 3 / 19   | -    |
|                         | Bloco de Esquerda                 | 1 295  | 8,03 / 100,00   | 0,38 | 1 / 19   | 1    |
| Votos Inválidos         | Votos Inválidos                   | 1 005  | 6,23 / 100,00   | 3,88 |          |      |
| Total                   | Total                             | 16 118 | 100,00 / 100,00 |      | 19 / 19  |      |
| Eleitorado/Participação | Eleitorado/Participação           | 33 297 | 48,41 / 100,00  | 5,54 |          |      |

#### Vialonga
| Partido                 | Partido                        | Votos  | %               | +/-  | Mandatos | +/-     |
| ----------------------- | ------------------------------ | ------ | --------------- | ---- | -------- | ------- |
|                         | Coligação Democrática Unitária | 3 241  | 43,75 / 100,00  | 6,38 | 6 / 13   | 2       |
|                         | Partido Socialista             | 2 288  | 30,89 / 100,00  | 4,86 | 4 / 13   | Estável |
|                         | PSD-CDS-PPM-MPT                | 928    | 12,53 / 100,00  | -    | 2 / 13   | -       |
|                         | Bloco de Esquerda              | 551    | 7,44 / 100,00   | -    | 1 / 13   | -       |
| Votos Inválidos         | Votos Inválidos                | 400    | 5,40 / 100,00   | 3,26 |          |         |
| Total                   | Total                          | 7 408  | 100,00 / 100,00 |      | 13 / 13  |         |
| Eleitorado/Participação | Eleitorado/Participação        | 16 628 | 44,55 / 100,00  | 2,66 |          |         |

#### Vila Franca de Xira
| Partido                 | Partido                        | Votos  | %               | +/-  | Mandatos | +/-     |
| ----------------------- | ------------------------------ | ------ | --------------- | ---- | -------- | ------- |
|                         | Partido Socialista             | 2 701  | 36,90 / 100,00  | 4,51 | 5 / 13   | Estável |
|                         | Coligação Democrática Unitária | 2 531  | 34,58 / 100,00  | 1,11 | 5 / 13   | 1       |
|                         | PSD-CDS-PPM-MPT                | 1 168  | 15,96 / 100,00  | -    | 2 / 13   | -       |
|                         | Bloco de Esquerda              | 572    | 7,82 / 100,00   | 2,16 | 1 / 13   | 1       |
| Votos Inválidos         | Votos Inválidos                | 347    | 4,75 / 100,00   | 2,71 |          |         |
| Total                   | Total                          | 7 319  | 100,00 / 100,00 |      | 13 / 13  |         |
| Eleitorado/Participação | Eleitorado/Participação        | 15 501 | 47,22 / 100,00  | 2,29 |          |         |

#### Juntas antes e depois das Eleições
| Freguesia                                  | 2013-2017 | 2013-2017                      | 2013-2017      | 2017-2021 | 2017-2021                      | 2017-2021      |
| ------------------------------------------ | --------- | ------------------------------ | -------------- | --------- | ------------------------------ | -------------- |
| Alhandra, Calhandriz e São João dos Montes |           | Coligação Democrática Unitária | 36,50 / 100,00 |           | Coligação Democrática Unitária | 40,93 / 100,00 |
| Alverca do Ribatejo e Sobralinho           |           | Partido Socialista             | 36,39 / 100,00 |           | Coligação Democrática Unitária | 36,49 / 100,00 |
| Castanheira do Ribatejo e Cachoeiras       |           | Coligação Democrática Unitária | 54,16 / 100,00 |           | Coligação Democrática Unitária | 42,81 / 100,00 |
| Póvoa de Santa Iria e Forte da Casa        |           | Partido Socialista             | 38,50 / 100,00 |           | Partido Socialista             | 30,95 / 100,00 |
| Vialonga                                   |           | Coligação Democrática Unitária | 50,13 / 100,00 |           | Coligação Democrática Unitária | 43,75 / 100,00 |
| Vila Franca de Xira                        |           | Coligação Democrática Unitária | 35,69 / 100,00 |           | Partido Socialista             | 36,90 / 100,00 |